# Herman Muntz
Herman Muntz   (Łódź, 28 d'agost de 1884 - Suècia, 17 d'abril de 1956) va ser un matemàtic polonès.

## Vida i Obra
Herman (Chaim) Müntz va néixer a Łódź, avui Polònia, però aleshores capital de la indústria tèxtil de l'Imperi Rus. El seu pare, jueu no religiós, era un comerciant de classe mitjana en la producció i venda de tèxtils. Müntz va fer els estudis secundaris a l'Escola Superior d'Artesania i, en graduar-se el 1902, va entrar a la Universitat de Berlín per estudiar matemàtiques, ciències i filosofia. El 1906, Müntz va completar els seus estudis amb el primer títol acadèmic.
Del 1906 al 1910, Müntz va treballar principalment com a tutor i va continuar estudis amb Hermann Schwarz i Friedrich Schottky per obtenir el doctorat a la Universitat de Berlín. El 1910 va defensar la seva tesi sobre un problema del valor del límit de Dirichlet, i va obtenir el doctorat. Durant aquest període també es va interessar per la promoció dels jueus i va escriure un llibre, Wir Juden (Nosaltres, jueus) (1907), en el que defensava una mena de sionisme socialista.
Amb l'esperança d'obtenir l'habilitació docent, va viatjar a Múnic el 1911. L'any següent, Müntz es va casar amb Magdalen Wohlman, natural de Posen (actual Poznań), a l'antiga part alemanya de Polònia. Per alimentar la seva família, Müntz ocupa qualsevol feina: tutor o, des del 1914, mestre en diferents escoles de Hessen; també fa amistat amb Martin Buber, col·laborant en la seva revista Der Judde, i tot això sense deixar la seva tasca científica, publicant diversos articles en revistes matemàtiques de prestigi.
El 1919 va rebre la ciutadania alemanya. Per poc temps torna a Polònia i fins i tot va fer plans d'emigració a Palestina amb el germà de la seva dona, intentant obtenir una plaça docent a la universitat Hebrea de Jerusalem. Però el 1921 va anar a Göttingen, on en un any va publicar quatre articles, mentre es guanyava la vida amb traduccions i classes particulars. El 1924 va tornar a Berlín on va tornar a fracassar en l'obtenció de l'habilitació. El 1927, durant diversos mesos, Müntz va esdevenir ajudant d'Albert Einstein.
La crisi econòmica va provocar que Müntz decidís emigrar a l'URSS. Així doncs, a l'estiu de 1929, Müntz va arribar a Leningrad i es va convertir en professor i cap del Departament d'equacions diferencials de la Universitat Estatal de Leningrad. El 1931, durant un cert temps, Müntz va encapçalar un departament d'anàlisi matemàtica organitzat de manera ràpida a l'Institut de Recerca de Matemàtiques i Mecànica de la Universitat Estatal de Leningrad.
El 1934 va passar per un moment difícil quan la seva dona, Magda, va patir una trombosi venosa cerebral i ell mateix va tenir un ull malalt i més tard va començar a patir un despreniment de la retina de l'altre ull.
A l'octubre de 1937, Müntz va ser detingut, i després va ser expulsat de l'URSS. Müntz va marxar cap a Suècia via Estònia. El 1939, es va publicar la darrera de les 37 obres científiques de Müntz. No va rebre la ciutadania sueca fins al 1953 i el 17 d'abril de 1956 moria.
Müntz és conegut, sobre tot, pel teorema que porta el seu nom, demostrat en un article de 1914 amb el títol de Über den Approximationssatz von Weierstrass (Sobre el teorema d'aproximació a Weierstrass), així com per altres treballs en la teoria de l'aproximació.